# 五十嵐英樹
五十嵐 英樹（いがらし ひでき、1969年8月23日 - ）は、大阪府出身の元プロ野球選手（投手）。愛称はヒゲ魔神、デン助、デンちゃん。
現在は、横浜DeNAベイスターズのピッチングアナリスト。

## 来歴

### プロ入り前
小学校3年生の頃から本格的に野球を始めた。
東海大工高では、同期で捕手の吉永幸一郎とバッテリーを組み、3年夏の静岡大会で準決勝まで進出。
高校卒業後は、社会人野球の三菱重工神戸に入団。
1991年にチーム投手陣で最年長となると頭角を表したが、同年の都市対抗野球では1回戦で新日本製鐵大分にコールド負けを喫し、自身の登板も勝敗がほぼ決した後だった。
1992年はチームは都市対抗野球出場を逃したものの、同僚の後藤利幸とともに神戸製鋼の補強選手として本戦に出場し、2回戦で先発して本田技研を8回途中まで5安打2失点に抑え、味方の逆転勝利を呼び込んだ。1992年のプロ野球ドラフト会議にて横浜ベイスターズから3位指名を受け、契約金と年俸それぞれ6,000万円、750万円（いずれも推定）で入団契約を結んでいる。

### NPB選手時代
1993年シーズンは開幕から一軍入りしたが4月25日の対ヤクルト戦では押し出しで初敗戦となるサヨナラ負けを喫した。5月28日には二軍へ降格し、イースタン・リーグでも打ち込まれたが一軍に昇格すると8月11日の対広島戦で初セーブを挙げている。8月14日には一軍初勝利も達成した。
1994年シーズンは5月21日の対広島戦でプロ初先発を経験し、13試合に先発。
1995年シーズンは先発・リリーフでフル回転し、契約更改ではほぼ倍増の年俸3,600万円（推定）となっている。
1996年シーズンは盛田幸妃が先発転向したこともあり、本格的にセットアッパーに専念。7月26日から28日までの対広島3連戦では3試合全てに登板し、同一カード3連戦3連勝を記録している。チーム全体で風疹が流行ってしまい先発投手が足らず、数試合先発登板したがシーズンでは自己最多の46試合に登板し、自己最多の9勝を挙げた。
1997年シーズンは先発転向を予定されていたがシーズン開幕前に右ひじを故障し手術、前半戦はほぼ治療に専念した。一軍復帰後は中継ぎとして36試合に登板し、被本塁打は0本を記録、チームは7年ぶりのAクラス入りを果たし、契約更改では現状維持の5,200万円（推定）となっている。
1998年シーズンは開幕は故障で二軍スタートだったが5月に一軍初登板すると、佐々木主浩へつなぐセットアッパーとして40試合に登板。8月28日の対広島戦では7点リードから1点差まで追い上げられた7回表無死二、三塁のピンチで登板し、4番の金本知憲から始まる打順を三者連続三振に仕留め、優勝へのターニングポイントを乗り切った。同年のシーズンは島田直也に次ぐリーグ3位のリリーフポイント15.00をはじめ、5勝2敗1S、防御率2.61の成績でリーグ優勝に貢献した。西武ライオンズとの日本シリーズでは第5戦に2番手として登板し、鈴木健とルディ・ペンバートンに本塁打を打たれている。同年のシーズンオフには800万円増の年俸6,000万円と出来高払い2,000万円（いずれも推定）で3年契約を結んだ。
1999年シーズンはキャンプで右ひじの痛みを訴え、全治2ヶ月と診断され、2回目の手術を受けた。以降は完全に回復せず。
2001年シーズンオフに戦力外通告を受け、現役を引退。その場で球団に申し出て、翌年から打撃投手となることが決まった。

### 現役引退後
2002年シーズンから2006年シーズンまでは、横浜の打撃投手を務めた。その後、同球団のスコアラーへ転身。2022年からは投手に特化したピッチングアナリストとして一軍投手を支えている。

## 選手としての特徴・人物
ランナーがいない状態でもセットポジションから典型的なアーム式投法から140km/h台の速球とキレのあるスライダーに加え、シュートやフォークボールを投げていた。スライダーは1997年の右ひじ手術後に球速が増したという。
しかしアーム式の投法故、故障しやすく年間通して1軍でシーズンを終えることは一度もなかった。
気の小ささをカバーするため、生やしたヒゲがトレードマークとなり、佐々木主浩の「大魔神」にちなんで「ヒゲ魔神」という愛称で呼ばれた。「デンちゃん」というあだ名は風貌がコメディアンの大宮デン助（大宮敏充）に似ていることから付けられた。

## 詳細情報

### 年度別投手成績
| 年 度     | 球 団     | 登 板 | 先 発 | 完 投 | 完 封 | 無 四 球 | 勝 利 | 敗 戦 | セ 丨 ブ | ホ 丨 ル ド | 勝 率 | 打 者 | 投 球 回 | 被 安 打 | 被 本 塁 打 | 与 四 球 | 敬 遠 | 与 死 球 | 奪 三 振 | 暴 投 | ボ 丨 ク | 失 点 | 自 責 点 | 防 御 率 | W H I P |
| --------- | --------- | ----- | ----- | ----- | ----- | -------- | ----- | ----- | -------- | ----------- | ----- | ----- | -------- | -------- | ----------- | -------- | ----- | -------- | -------- | ----- | -------- | ----- | -------- | -------- | ------- |
| 1993      | 横浜      | 27    | 0     | 0     | 0     | 0        | 2     | 3     | 1        | --          | .400  | 185   | 40.1     | 42       | 6           | 30       | 4     | 2        | 29       | 1     | 1        | 23    | 22       | 4.91     | 1.79    |
| 1994      | 横浜      | 30    | 13    | 0     | 0     | 0        | 3     | 3     | 1        | --          | .500  | 367   | 81.0     | 84       | 2           | 45       | 0     | 6        | 51       | 3     | 0        | 43    | 35       | 3.89     | 1.59    |
| 1995      | 横浜      | 36    | 17    | 0     | 0     | 0        | 6     | 8     | 2        | --          | .429  | 547   | 126.1    | 131      | 13          | 55       | 4     | 3        | 89       | 3     | 0        | 67    | 67       | 4.77     | 1.47    |
| 1996      | 横浜      | 46    | 2     | 0     | 0     | 0        | 9     | 6     | 2        | --          | .600  | 331   | 77.1     | 67       | 3           | 36       | 3     | 5        | 59       | 0     | 0        | 31    | 29       | 3.38     | 1.33    |
| 1997      | 横浜      | 37    | 0     | 0     | 0     | 0        | 6     | 3     | 0        | --          | .667  | 145   | 33.2     | 36       | 0           | 13       | 2     | 2        | 27       | 2     | 1        | 14    | 13       | 3.48     | 1.46    |
| 1998      | 横浜      | 40    | 0     | 0     | 0     | 0        | 5     | 2     | 1        | --          | .714  | 170   | 41.1     | 40       | 4           | 9        | 0     | 2        | 28       | 1     | 0        | 14    | 12       | 2.61     | 1.19    |
| 1999      | 横浜      | 24    | 0     | 0     | 0     | 0        | 0     | 3     | 2        | --          | .000  | 122   | 26.2     | 38       | 3           | 6        | 0     | 0        | 18       | 3     | 0        | 19    | 16       | 5.40     | 1.65    |
| 2000      | 横浜      | 5     | 0     | 0     | 0     | 0        | 0     | 0     | 0        | --          | ----  | 20    | 4.1      | 8        | 2           | 0        | 0     | 0        | 1        | 0     | 0        | 4     | 4        | 8.31     | 1.85    |
| 通算：8年 | 通算：8年 | 245   | 32    | 0     | 0     | 0        | 31    | 28    | 9        | --          | .525  | 1887  | 431.0    | 446      | 33          | 194      | 13    | 20       | 302      | 13    | 2        | 215   | 198      | 4.13     | 1.48    |

### 記録
- 初登板：1993年4月11日、対読売ジャイアンツ2回戦（東京ドーム）、7回裏に3番手で救援登板、1回無失点
- 初奪三振：同上、7回裏に駒田徳広から空振り三振
- 初セーブ：1993年8月11日、対広島東洋カープ19回戦（横浜スタジアム）、9回1死に3番手で救援登板・完了、2/3回無失点
- 初勝利：1993年8月14日、対ヤクルトスワローズ17回戦（明治神宮野球場）、8回裏に3番手で救援登板・完了、2回無失点
- 初先発：1994年5月21日、対広島東洋カープ6回戦（富山市民球場アルペンスタジアム）、4回0/3を無失点
- 初先発勝利：1994年6月2日、対ヤクルトスワローズ11回戦（横浜スタジアム）、5回0/3を4失点（自責点3）

### 背番号
- 13 （1993年 - 2001年）
- 96 （2002年 - 2006年）